# Hölö kyrka

Hölö kyrka under 1900-talet.

Hölö kyrka är en kyrkobyggnad i Hölö socken, två kilometer öster om tätorten Hölö i Södertälje kommun. Kyrkan tillhör Hölö-Mörkö församling i Södertälje kontrakt, Strängnäs stift. Kyrkoplatsen vid Kyrksjön är traktens historiska samlingspunkt, vid sidan om närbelägna Tullgarns slott. 

## Bakgrund
Platsens ursprungliga kyrkobyggnad uppfördes på 1100-talet, kanske ännu tidigare. Dåvarande långhus  var ungefär hälften så stort som dagens. Koret var lägre och smalare, med sakristia utbyggd på norrsidan. Vapenhus fanns utbyggt på långhusets södra sida. Kyrkans ursprungliga torn var också smalare. Murverksrester efter detta torn finns kvar.
På 1400-talet revs kyrkans ursprungliga torn, för att ge plats åt ett bredare som fick en spetsig spira. Långhuset förlängdes och koret blev fullbrett.
År 1688 nedtogs tornets 1400-talsspira, som förfallit. Istället restes en provisorisk huv.
Huven från 1688 hann bli 80 år gammal, innan den 1759 ersattes med en permanent överbyggnad, ritad Olof Liding. I tillkommande två plan restes klockbockar, för att kyrkklockorna skulle flyttas från klockstapeln upp i tornet. En huv med fyra ljudöppningar restes och kröntes med en åttasidig lanternin
Åren 1792-1793 skedde en radikal förnyelse. Kyrkans medeltida sakristia och vapenhus revs, liksom nästan hela långhuset. Kvar blev bara långhusets västra mur, som tornet stödde sig på, samt en gravkällare. Istället byggdes kyrkans nuvarande långhus och absidformigt kor i neoklassicistisk stil, efter ritningar av länsbyggmästare Anders Sundström den äldre, i Nyköping.  
Kyrkans huvuddrag består sedan dess. Takfallen är brutna. Murarna genombryts av stickbågiga fönsteröppningar. Kyrkans huvudentré med skulpterad portik är på långhusets södra sida. Interiören präglas också av ombyggnaden på 1790-talet.  
Vid 1900-talets början förnyades kyrkan, under ledning av arkitekt Bror Almqvist. Förnyelsen gick i liknande stil som vid 1790-talets nybygge. Listverk i långhusets tunnvalv tillkom, liksom korsets pilastrar, vilka tidigare fanns – men då i illusionsmålad form. 
Bevarat från medeltiden är tornets murar, vars krön dekoreras av runda blinderingar, som förmodligen tillkom under 1400-talets mitt. I tornrummet finns rester från det första tornet från omkring år 1200. 
Kyrkans fasadputs fick nuvarande utseende vid renovering 1989. Samtidigt blev yttertaket omlagt.
Senaste inre renoveringen skedde i mars-oktober 1993, efter projektering av Uno Söderberg arkitektkontor. Kyrkorummets valv och väggar stålborstades, för att få bort föregående kalkfärg som innehöll plastdispersion. Gamla lagningar med cement togs också bort. Nya lagningar gjordes med luftkalkbruk. Spikskallarna i gipslister kratsades fram och blymönjades. Avfärgning skedde till en början med Gotlandskalk, senare med kalkfärg våt i en bruten vit nyans. Korets valvkupol avfärgades i en ljust violett nyans, med anknytning till korets färgade fönster.
Hösten 2014 installerades en vattenburen bergvärmeanläggning. Fyra energibrunnar borrades i nerfarten mellan kyrkans parkering och församlingsexpeditionen. 

## Historiska händelser
Under avsättningsfejden mot konung Erik XIV blev dennes trupper, som anfördes av Ivar Månsson Stiernkors, slagna vid Hölö kyrka av hertigarna Johan och Karl den 29 augusti 1568.

## Inredning
Ett särpräglat inslag är gravtumban över Karl Sture till Tullgarn, avliden 1598, jämte hans hustru Karin Jonsdotter. Tillsammans med en liknande gravvård i Mörkö kyrka är den en av de få monumentala  renässansgravar som bevarats i Sverige. 
Predikstolen sattes upp 1672 och är tillverkad av den kände Erich Nilsson från Hedenoret i Fläckebo, Västmanland. 
Orgelfasaden tillkom 1860, men den nuvarande orgeln byggdes 1985 av Grönlunds Orgelbyggeri i Gammelstad. Den har 17 stämmor och klangligt inspirerad av Stockholmsorgelbyggaren Pehr Zacharias Strands stil. 
I solsymbolen ovanför altartavlan står heliga gudsnamnet JHWH med hebreiska bokstäver, som på svenska uttalas Jahve eller Jehova (se bild under Galleri).

## Kyrkklockor
- 1739 och 1771 göts kyrkklockor av Gerhard Meyer d. y. (1704-1784) i Stockholm.
- 1825 omgöts Storklockan av Samuel Christopher Grönwall (1766-1826) i Stockholm.
- 1818 göts Lillklockan av Gerhard Horner (verksam 1797-1824) i Stockholm.

## Orgel
- 1767 byggde Jacob Westervik, Stockholm en orgel med 7 stämmor. Orgelverket skänktes av överstelöjtnanten Johan Grüner.[1] Den såldes senare till Norra Möckleby kyrka.
- 1860 byggde Anders Vilhelm Lindgren, Stockholm en orgel och den fullbordades efter hans död av Carl Johan Fogelberg. Orgeln hade 10 stämmor. Även en ny orgelfasad tillkommer.
- 1938 byggde A Mårtenssons Orgelfabrik AB, Lund en orgel med 17 stämmor, två manualer och pedal.
- Kyrkans nuvarande, mekaniska orgelverk bygges 1985 av Grönlunds Orgelbyggeri AB, Gammelstaden.

| Huvudverk I   | Öververk II (sv) | Pedal      | Koppel |
| Principal 8´  | Gedackt 8´       | Subbas 16´ | I/P    |
| Rörflöjt 8´   | Principal 4´     | Violon 8´  | II/P   |
| Fugara 8´     | Hålflöjt 4´      | Basun 16´  | II/I   |
| Octava 4´     | Waldflöjt 2'     |            |        |
| Flöjt 4'      | Vox humana 8'    |            |        |
| Qvint 3'      | Tremulant        |            |        |
| Octava 2'     |                  |            |        |
| Scharf 3 chor |                  |            |        |
| Trumpet 8'    |                  |            |        |

## Omgivningen
Hölö kyrkogård har utvecklats under lång tid. Den äldsta delen ligger i en sydsluttning som vartefter jämnats med påfylld jord. Gravar från slutet av 1800-talet och början av 1900-talet sätter prägel. Enstaka stenramar finns kvar. På norra sidan, nedanför kyrkans kulle, finns gravar från 1955 och senare. Kvarteren där omgärdas av långa, formklippta häckar. Under 2022 utbyggdes kyrkogården västerut, efter program av landskapsarkitekt Emely Wade. I den låglänta terrängen närmast Kyrksjön tillkom en urngravplats, inramad med körsbärsträd och lindar.
Strax öster om kyrkan och kyrkogården märks Hölö gamla sockencentrum. Där finns före detta komministerbostället Bökesta och Klockargården, från 1700-talets andra hälft. Till bebyggelsen hör även ett sockenmagasin där spannmål förvarades för eventuella missväxtår, fattighus och mejeri. Norr om kyrkan tillkom 1878 Hölö kyrkskola, som höll igång till 1972. Sedan övergick skolhusen till Hölö-Mörkö hembygdsförening.

## Galleri

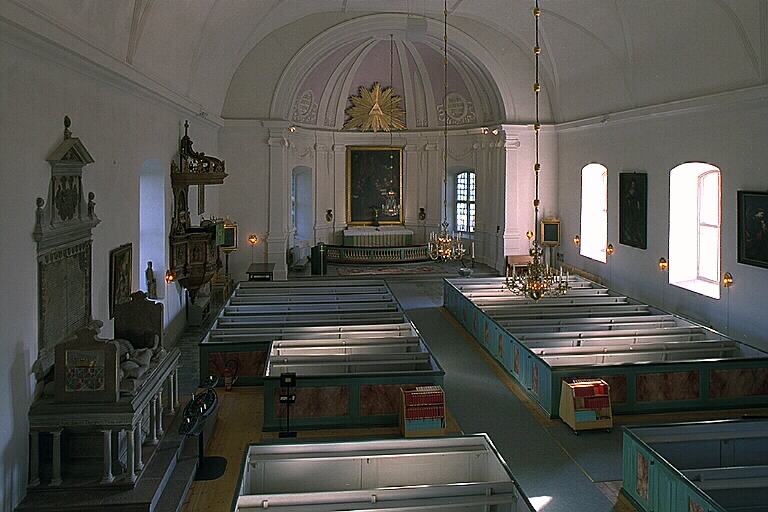
Interiör mot öster
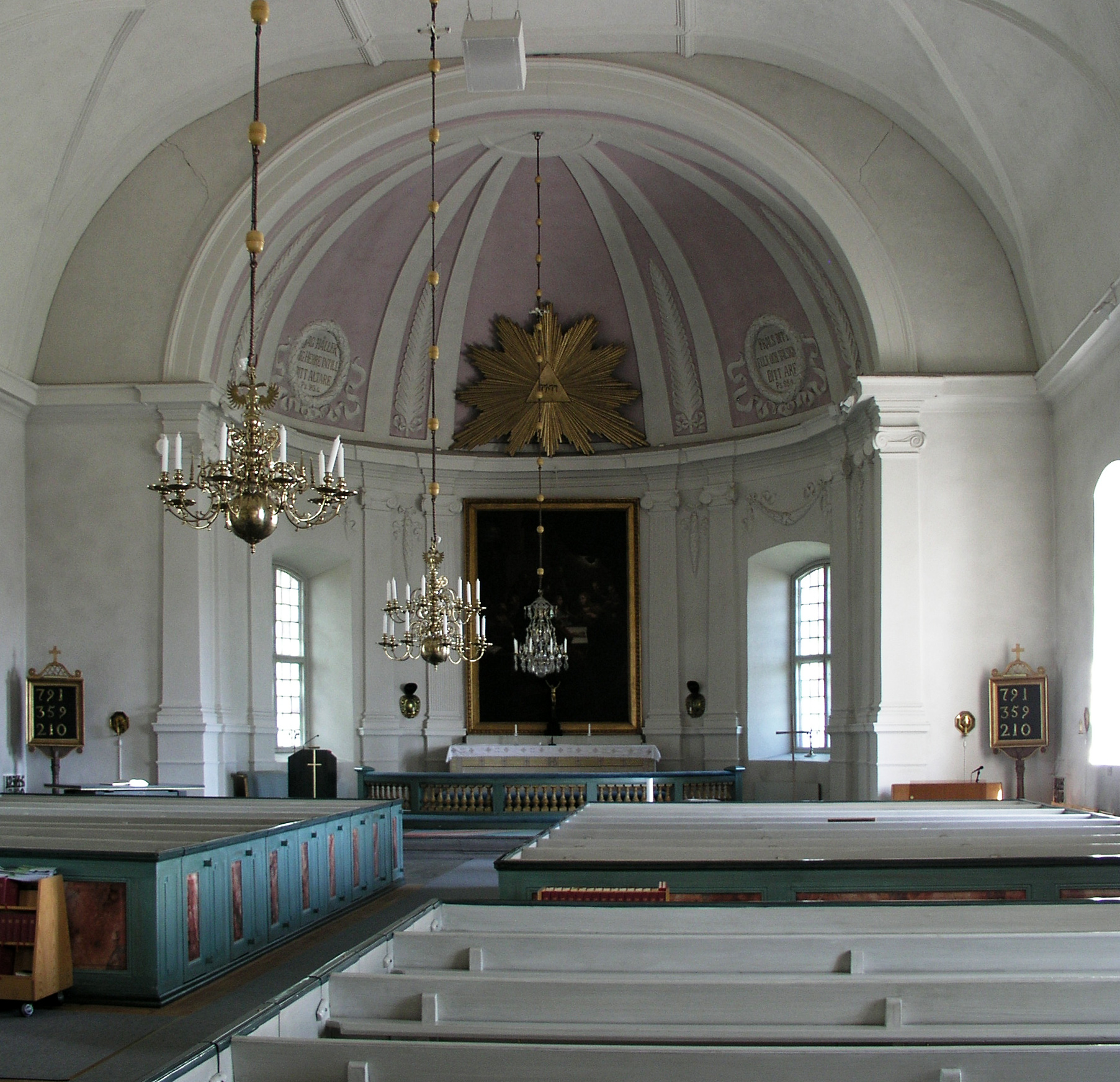
Altargången.
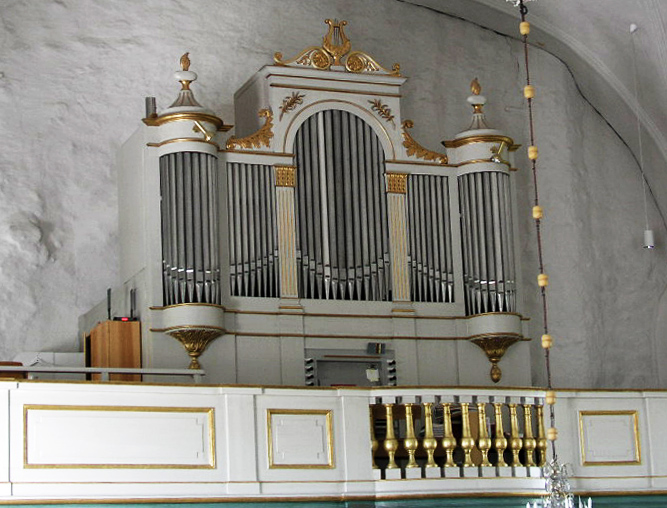
Orgeln.
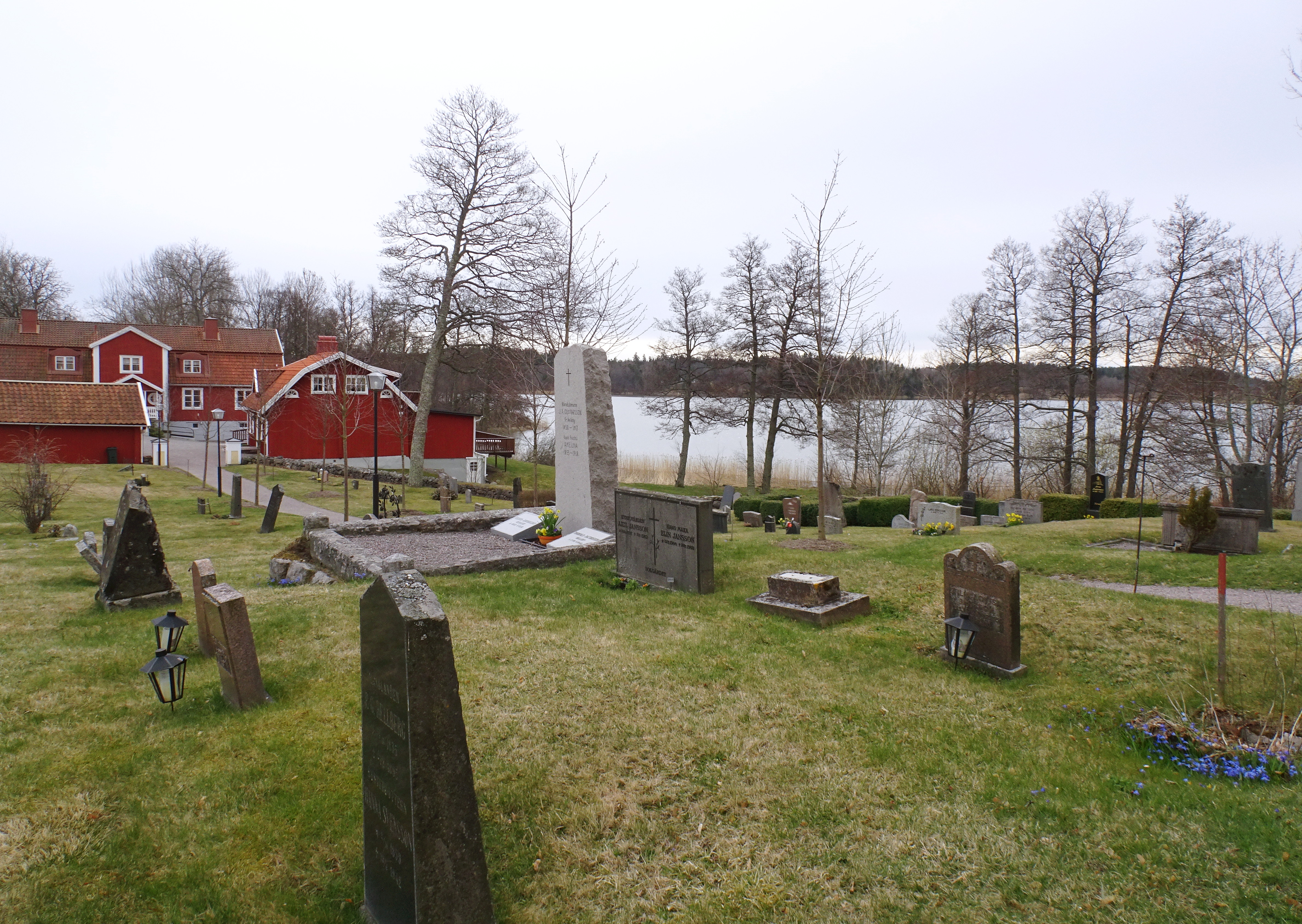
Kyrkogården med Kyrksjön i bakgrunden.
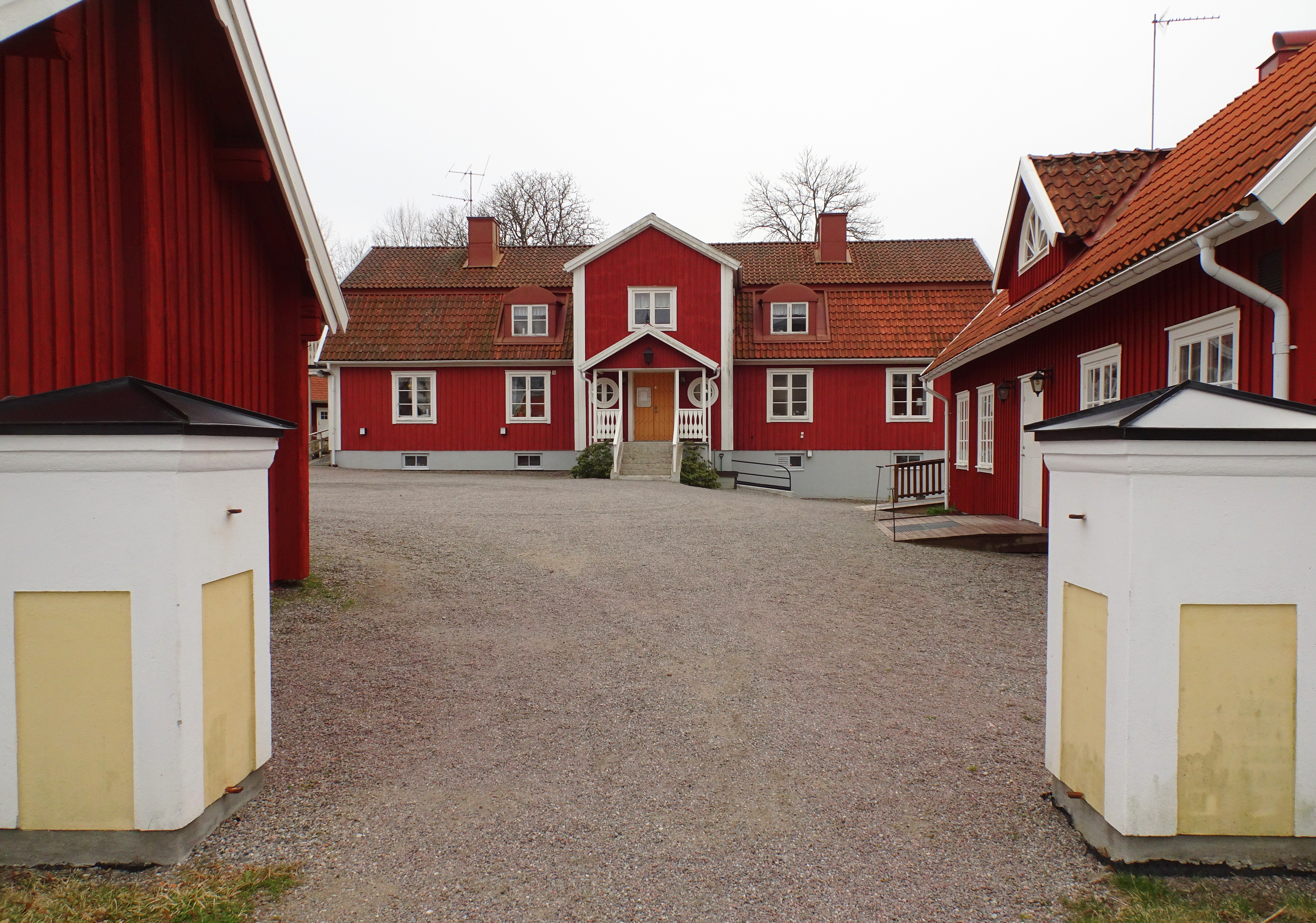
Klockargården rakt fram och församlingshemmet till höger.
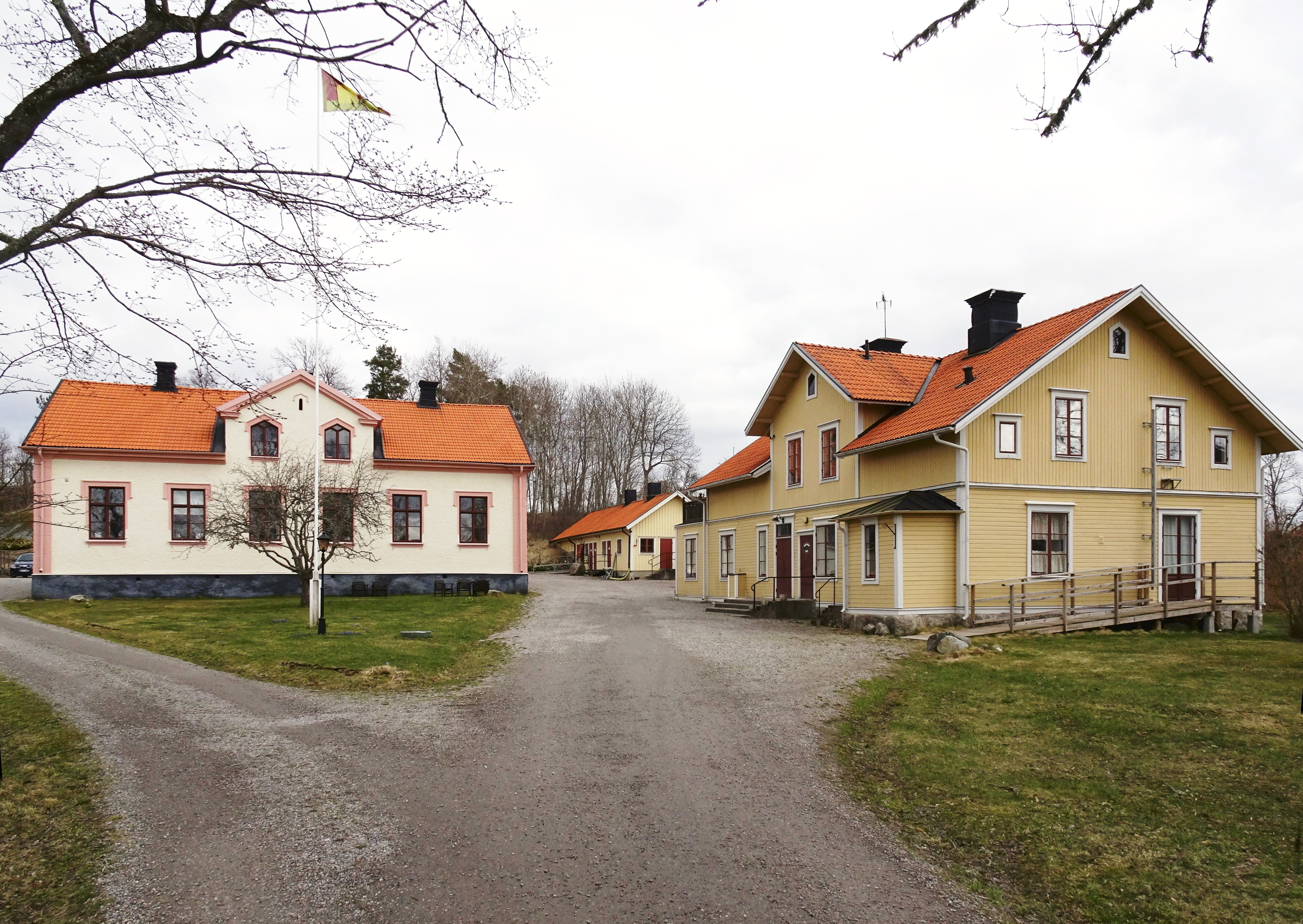
Hölö kyrkskola, med gamla Storskolan t.h.